# Театар 78
Театар 78 је младо позориште у оквиру Сектора за уметност и културу Пословног система „Ђуро Салај“ АД, које се налази у Београду у Ресавској број 78.

## Историја
Основано је 2008.године, а у склопу позоришта површине 200 м2 су галерија и клуб. Позориште поред вечерње сцене садржи и програм дечије сцене. У оквиру позоришта одржавају се пројекти за студенте Академије уметности, пројекти средњошколске омладине, аматерски театар и представе позоришта из унутрашњости под називом Србија у Београду. Поред репертоара представа, Театар 78 организује концерте, плесне и фолклорне представе.